# Gamla kyrkogården, Karlskoga
Gamla kyrkogården är den äldsta begravningsplatsen i Karlskoga kommun och ligger i anslutning till Karlskoga kyrka på Kungsvägen centrala Karlskoga.
Den tillkom med största sannolikhet i samband med Karlskoga kyrkas uppförande vid slutet av 1500-talet eller vid början av 1600-talet. Den utvidgades söderut 1860–1861 och österut 1873.
Begravningsplatsen är med sina 4 200 gravplatser näst minst i Karlskoga kommun, räknat i antalet gravplatser, före Karlsdals kyrkogård som har färre än 300.

## Begravda personer i urval
- Ignatius Dahlin (1882–1938)
- Elof Ericson (1891–1968)
- Eric Ericson (1880–1970)
- Anna Grönfeldt (1879–1973)
- Felix Ferdinand Grönfeldt (1828–1901)
- Erland von Hofsten (1780–1839)
- Sigrid Jonsson (1894–1989)
- Olof Georg Mogren (1904–1994)
- Karl Wistrand (1889–1974)
- Helena Zachrisson (1971–1994)